# Longue paume aux Jeux olympiques de 1900
La longue paume est au programme des Jeux olympiques de 1900, organisés dans le cadre de l'Exposition universelle de Paris. Bien qu'aucune distinction entre les différents sports ne soit faite sur le moment, la longue paume n'est ensuite pas considéré comme une discipline officielle par le Comité international olympique,.

## Organisation
La longue paume fait partie de la section I des concours sportifs de l'Exposition universelle de 1900, les Jeux athlétiques. Les épreuves ont lieu sur le terrain de la Société de longue paume de Paris au jardin du Luxembourg.

## Déroulement
Quinze équipes de première catégorie et 14 de deuxième catégorie participent aux concours. La Société de longue paume de Paris remporte le tournoi de première catégorie en parties  enlever et les tournois de deuxième catégorie en parties  terrer et  enlever et la Société des paumistes valenciennois gagne le tournoi de première catégorie en parties à terrer.